# Filippo Andrea VI Doria Pamphili
Filippo Andrea VI Doria-Pamphilj, XVI principe di Melfi (Roma, 1º marzo 1886 – Roma, 3 febbraio 1958), è stato un nobile e politico italiano, sindaco di Roma durante il periodo della Liberazione.

## Biografia

### Giovinezza
Nato dal principe Alfonso e da Emily Pelham-Clinton (figlia secondogenita di (Henry Pelham-Clinton, VI duca di Newcastle, si occupò fin da giovane delle proprietà di famiglia, delegato dal padre che era invece rivolto ad attività finanziarie ed impegnato in politica. Nel 1909 entrò nel "Comizio agrario di Roma", ente all'interno del quale si interessò dell'organizzazione del lavoro agrario e della colonizzazione delle terre incolte dell'Agro Romano.
Nel contempo iniziò a dedicarsi ad opere di solidarietà promosse da associazioni di ispirazione cattolica e si iscrisse ad una società di mutuo soccorso fra coloni; nel 1918 fu eletto presidente del comitato laziale della "Associazione Colonie Giovani Lavoratori", dove puntò la sua attenzione soprattutto verso l'assistenza e l'educazione degli orfani di guerra. Un suo primo approccio alla politica avvenne solo nel 1919, quando diede sostegno ai candidati cattolici conservatori aderenti alla lista di "Alleanza Nazionale", di cui era capolista Luigi Medici del Vascello. Nonostante ciò, l'avvento del fascismo lo convinse a tornare ai suoi affari e all'amministrazione dei suoi beni.

### Antifascismo
Rispetto al regime fu all'inizio indifferente, poi sempre più insofferente, anche se il suo contegno fu ondivago: nel 1928 rifiutò l'invito ad entrare in un Centro Nazionale promosso dal principe Francesco Chigi per raccogliere l'appoggio degli italiani alla politica del governo; nel 1932 si iscrisse alla Federazione Fascista degli Agricoltori; nel 1934 lasciò la Cassa di Risparmio di Roma, di cui era socio, perché dissenziente rispetto al finanziamento di opere assistenziali fasciste. Profondamente cattolico, deprecò la firma dei Patti Lateranensi e, dopo qualche anno, abbandonò la carica di dirigente locale dell'Azione Cattolica.
La sua vera e propria ostilità al regime cominciò più chiaramente a manifestarsi a partire dalla metà degli anni trenta, in seguito alla Guerra d'Etiopia e all'avvicinamento al nazismo. Nel 1938 rifiutò di far entrare Hitler a Palazzo Doria Pamphili, residenza di famiglia; il 1 settembre 1939 inviò a Vittorio Emanuele III una lettera in cui gli chiedeva d'impedire l'entrata in guerra dell'Italia a fianco alla Germania. Proprio in seguito a questa lettera venne inviato al confino su ordine di Mussolini, ritrovando la libertà solo alla fine del 1941 in seguito a pressioni fatte in suo favore dalla Santa Sede.
Dopo la caduta di Mussolini fu attivo nel comitato nazionale istituito in favore dei perseguitati politici e dopo l'armistizio continuò a dare il suo apporto all'interno della resistenza, in contatto permanente con gli ambienti ecclesiastici. Della sua opera si avvalsero moltissimi militanti antifascisti di tutte le correnti politiche, a partire da alcuni importanti intellettuali come Luchino Visconti e Renato Guttuso.

### Matrimonio
Sposò l'inglese Gesine Novello Gigliucci Dykes, da cui ebbe due figlie: Orietta e Olimpia.

### Sindaco di Roma
In questo modo si creò una consolidata fama antifascista, divenendo il candidato ideale alla successione del commissario regio gen. Roberto Bencivenga, nominato in clandestinità poco prima della ritirata nazi-fascista. Attraverso la favorevole mediazione del Comitato di Liberazione Nazionale, venne scelto dagli alleati per guidare la città di Roma, e fu nominato sindaco, rimanendo tale fino alle elezioni amministrative del 1946.
Una volta insediatosi, Doria Pamphili formò una giunta in cui trovarono posto tutti i partiti del CLN e i loro uomini migliori; tutti i componenti della giunta vennero coinvolti dal nuovo sindaco in base ad un programma di "Concordia politica", diretto ad affrontare tutte le emergenze create dalla guerra, al fine di provvedere celermente alla ricostruzione materiale e civile (questi i membri della giunta: Ulderico Mazzolani, Guido Laj, Giuseppe Bersani, Valerio De Sanctis, Giulio Turchi, Vasco Cesari, Enrico Scialoja, Giorgio Andreoli, Fausto Marzi-Marchesi, Tito Staderini, Ezio Zerenghi, Roberto Drago, Dante Gianotti, Giovanni Della Torre, Tullio Vecchietti). Tale patto di concordia venne formalmente enunciato in pubblico e dichiarato anche in Vaticano, durante una visita che il neo-sindaco fece il 12 luglio 1944 per esprimere il ringraziamento della città all'opera di protezione effettuata dalla Santa Sede sulla città e all'appello alla fraternità lanciato da Pio XII nel suo primo messaggio alla cittadinanza dopo la liberazione. Famoso il suo appello alla fratellanza a conclusione del suo primo discorso da sindaco dal balcone michelangiolesco di Campidoglio: "Da romano ai romani, volemose bene!".
Nonostante ciò però la giunta Doria Pamphili non riuscì a venire a capo di tutti i problemi e a risolvere tutte le emergenze, dal problema degli sfollati a quello della disoccupazione e della fame. La situazione non trovò conforto nelle formazioni politiche che costituivano la base d'appoggio dell'amministrazione del Principe e che dimostrarono di avere una forza politica insufficiente, così come i problemi non furono alleviati dai pure ingenti finanziamenti ricevuti dal Comando Militare Alleato in Italia, che per sostenere la giunta capitolina aveva creato addirittura una apposita divisione finanziaria presso la Banca d'Italia.
La giunta comunque riuscì a tamponare il disavanzo del bilancio comunale, riorganizzare gli uffici comunali e predisporre un programma di lavori pubblici con la collaborazione del Genio Civile; venne creato anche un apposito ufficio competente per i problemi degli sfollati ed approntate alcune misure a favore dell'infanzia. La questione degli approvvigionamenti, invece, non venne risolta, a causa delle deficienze del sistema di distribuzione delle merci.

### Ultimi anni e morte
La giunta Doria Pamphili esaurì il suo compito in seguito alla consultazione istituzionale del 2 giugno 1946, anche se venne tenuta in piedi ancora qualche mese, per preservare l'unità delle forze politiche uscite dalla resistenza in vista del convegno dei sindaci aderenti all'Associazione Nazionale dei Comuni d'Italia, che si celebrò dal 6 all'8 settembre 1946 in Campidoglio e che vide uno dei suoi maggiori protagonisti proprio nel Principe Doria Pamphili, il quale alla fine venne eletto presidente dell'ente.
Il Principe Filippo Andrea VI Doria Pamphili morì a 71 anni a Roma il 3 febbraio 1958.

## Discendenza
Il principe Filippo Andrea e Gesine Dykes ebbero una figlia:
- Orietta Emily Mary (Londra, 22 aprile 1922 - Roma, 19 novembre 2000); sposò l'inglese Frank George Wignall Pogson (Maidenhead, 6 settembre 1923 - Roma, 2 ottobre 1998), comandante della Royal Navy.

## Ascendenza
|                                                             |                                           |                                            | Genitori                               |  |  | Nonni |  |  | Bisnonni                                        |  |  | Trisnonni                                         |  |
|                                                             |                                           |                                            |                                        |  |  |       |  |  | Luigi Doria Landi Pamphili, X principe di Melfi |  |  | Andrea Doria Landi Pamphili, IX principe di Melfi |  |
|                                                             |                                           |                                            |                                        |  |  |       |  |  | Luigi Doria Landi Pamphili, X principe di Melfi |  |  | Andrea Doria Landi Pamphili, IX principe di Melfi |  |
|                                                             |                                           | Leopoldina di Savoia-Carignano             |                                        |  |  |       |  |  | Luigi Doria Landi Pamphili, X principe di Melfi |  |  |                                                   |  |
| Filippo Andrea Doria Landi Pamphili, XI principe di Melfi   |                                           |                                            |                                        |  |  |       |  |  | Luigi Doria Landi Pamphili, X principe di Melfi |  |  |                                                   |  |
|                                                             |                                           | Teresa Orsini                              | Domenico Orsini                        |  |  |       |  |  |                                                 |  |  |                                                   |  |
|                                                             |                                           | Teresa Orsini                              | Domenico Orsini                        |  |  |       |  |  |                                                 |  |  |                                                   |  |
|                                                             |                                           | Teresa Orsini                              | Faustina Caracciolo                    |  |  |       |  |  |                                                 |  |  |                                                   |  |
| Alfonso Doria Landi Pamphili, XII principe di Melfi         |                                           | Teresa Orsini                              |                                        |  |  |       |  |  |                                                 |  |  |                                                   |  |
|                                                             |                                           | John Talbot, XVI conte di Shrewsbury       | John Joseph Talbot                     |  |  |       |  |  |                                                 |  |  |                                                   |  |
|                                                             |                                           | John Talbot, XVI conte di Shrewsbury       | John Joseph Talbot                     |  |  |       |  |  |                                                 |  |  |                                                   |  |
|                                                             |                                           | John Talbot, XVI conte di Shrewsbury       | Catherine Clifton                      |  |  |       |  |  |                                                 |  |  |                                                   |  |
| Mary Talbot                                                 |                                           | John Talbot, XVI conte di Shrewsbury       |                                        |  |  |       |  |  |                                                 |  |  |                                                   |  |
|                                                             |                                           | Maria Theresa Talbot                       | William Talbot                         |  |  |       |  |  |                                                 |  |  |                                                   |  |
|                                                             |                                           | Maria Theresa Talbot                       | William Talbot                         |  |  |       |  |  |                                                 |  |  |                                                   |  |
|                                                             |                                           | Maria Theresa Talbot                       | Mary O'Toole                           |  |  |       |  |  |                                                 |  |  |                                                   |  |
| Filippo Andrea Doria Landi Pamphili, XIII principe di Melfi |                                           | Maria Theresa Talbot                       |                                        |  |  |       |  |  |                                                 |  |  |                                                   |  |
|                                                             | Henry Pelham-Clinton, V duca di Newcastle | Henry Pelham-Clinton, IV duca di Newcastle |                                        |  |  |       |  |  |                                                 |  |  |                                                   |  |
|                                                             | Henry Pelham-Clinton, V duca di Newcastle | Henry Pelham-Clinton, IV duca di Newcastle |                                        |  |  |       |  |  |                                                 |  |  |                                                   |  |
|                                                             | Henry Pelham-Clinton, V duca di Newcastle | Georgiana Elizabeth Mundy                  |                                        |  |  |       |  |  |                                                 |  |  |                                                   |  |
| Henry Pelham-Clinton, VI duca di Newcastle                  | Henry Pelham-Clinton, V duca di Newcastle |                                            |                                        |  |  |       |  |  |                                                 |  |  |                                                   |  |
|                                                             |                                           | Susan Douglas-Hamilton                     | Alexander Hamilton, X duca di Hamilton |  |  |       |  |  |                                                 |  |  |                                                   |  |
|                                                             |                                           | Susan Douglas-Hamilton                     | Alexander Hamilton, X duca di Hamilton |  |  |       |  |  |                                                 |  |  |                                                   |  |
|                                                             |                                           | Susan Douglas-Hamilton                     | Susan Euphemia Beckford                |  |  |       |  |  |                                                 |  |  |                                                   |  |
| Emily Pelham-Clinton                                        |                                           | Susan Douglas-Hamilton                     |                                        |  |  |       |  |  |                                                 |  |  |                                                   |  |
|                                                             |                                           | Henry Thomas Hope                          | …                                      |  |  |       |  |  |                                                 |  |  |                                                   |  |
|                                                             |                                           | Henry Thomas Hope                          | …                                      |  |  |       |  |  |                                                 |  |  |                                                   |  |
|                                                             |                                           | Henry Thomas Hope                          | …                                      |  |  |       |  |  |                                                 |  |  |                                                   |  |
| Henrietta Adela Hope                                        |                                           | Henry Thomas Hope                          |                                        |  |  |       |  |  |                                                 |  |  |                                                   |  |
|                                                             |                                           | Anne Adele Bichat                          | …                                      |  |  |       |  |  |                                                 |  |  |                                                   |  |
|                                                             |                                           | Anne Adele Bichat                          | …                                      |  |  |       |  |  |                                                 |  |  |                                                   |  |
|                                                             |                                           | Anne Adele Bichat                          | …                                      |  |  |       |  |  |                                                 |  |  |                                                   |  |
|                                                             |                                           | Anne Adele Bichat                          |                                        |  |  |       |  |  |                                                 |  |  |                                                   |  |